# R. Mitchel Beauchamp
Ruble Mitchel Beauchamp ( 1950 ) es un botánico, y profesor estadounidense, que desarrolla actividades profesionales y académicas en la Pacific Southwest Biological Services. Fue alumno de la Universidad Estatal de San Diego.

## Algunas publicaciones
- Plant Life: Vol. 35 Amaryllis. 1979. En coautoría con Hamilton Paul Traub, Harold N. Moldenke, Thomas W. Whitaker. The American Plant Life Society, La Jolla, CA. 128 pp. ISBN 8953076514

### Libros
- A flora of San Diego County, California. 1986. Ed. Sweetwater River Press, 241 pp. ISBN 0931950015, ISBN 9780931950018

- Floral Diversity of San Diego County, California. Ed. California State University, San Diego, 146 pp.
- La abreviatura «R.M.Beauch.» se emplea para indicar a R. Mitchel Beauchamp como autoridad en la descripción y clasificación científica de los vegetales.[2]